# Фармінгтон (Міссурі)
Фармінгтон (англ. Farmington) — місто (англ. city) в США, в окрузі Сент-Франсуа штату Міссурі. Населення — 18 217 осіб (2020).

## Географія
Фармінгтон розташований за координатами 37°46′57″ пн. ш. 90°25′46″ зх. д. / 37.78250° пн. ш. 90.42944° зх. д. (37.782400, -90.429580).  За даними Бюро перепису населення США в 2010 році місто мало площу 24,32 км², з яких 24,22 км² — суходіл та 0,10 км² — водойми.

## Демографія
Згідно з переписом 2010 року, у місті мешкало 16 240 осіб у 5620 домогосподарствах у складі 3313 родин. Густота населення становила 668 осіб/км².  Було 6172 помешкання (254/км²).
Расовий склад населення:
| - 90,3 % — білих - 7,1 % — чорних або афроамериканців - 0,8 % — азіатів - 0,3 % — корінних американців |

До двох чи більше рас належало 1,1 %. Частка іспаномовних становила 1,5 % від усіх жителів.
За віковим діапазоном населення розподілялося таким чином: 19,0 % — особи молодші 18 років, 65,9 % — особи у віці 18—64 років, 15,1 % — особи у віці 65 років та старші. Медіана віку мешканця становила 37,6 року. На 100 осіб жіночої статі у місті припадало 128,9 чоловіків;  на 100 жінок у віці від 18 років та старших — 135,6 чоловіків також старших 18 років.
Середній дохід на одне домашнє господарство  становив 51 465 доларів США (медіана — 40 882), а середній дохід на одну сім'ю — 63 728 доларів (медіана — 52 041). Медіана доходів становила 33 993 долари для чоловіків та 28 837 доларів для жінок. За межею бідності перебувало 14,9 % осіб, у тому числі 17,0 % дітей у віці до 18 років та 13,0 % осіб у віці 65 років та старших.
Цивільне працевлаштоване населення становило 6860 осіб. Основні галузі зайнятості: освіта, охорона здоров'я та соціальна допомога — 28,1 %, роздрібна торгівля — 11,5 %, науковці, спеціалісти, менеджери — 10,1 %, мистецтво, розваги та відпочинок — 9,8 %.